# Nathan Law
Nathan Law Kwun-chung (chinois traditionnel : 羅冠聰 ; né le 13 juillet 1993) est un activiste et homme politique de Hong Kong. En tant qu’ancien leader étudiant, il était président du conseil représentatif du bureau des étudiants de l’Université Lingnan (en), président intérimaire du bureau des étudiants de l’université Lingnan, et secrétaire général de la Hong Kong Federation of Students (en) (HKFS). Il était un des leaders étudiants pendant le mouvement des parapluies en 2014, qui a duré 79 jours. Il fut un temps président de Demosistō, un parti politique, né à la suite des manifestations de 2014 puis dissout le 30 juin 2020 à la suite de l'adoption de la loi sur la sécurité nationale. 
Le 4 septembre 2016, à l’âge de 23 ans, Law est élu au conseil législatif en tant que représentant de l'île de Hong Kong, ce qui en fait le plus jeune membre dans l’histoire hongkongaise. Lors de la cérémonie pour prêter serment, il ne prononce pas la formule rituelle. Son serment est déclaré invalide et il ne peut pas voter pour élire le président du Conseil Législatif. Le 14 juillet 2017, il est destitué.
Le 13 juillet 2020, Nathan Law s'exile à Londres après la mise en place de la nouvelle loi de sécurité nationale par le régime chinois.

## Biographie

### Origines et famille
Né le 13 juillet 1993 à Shenzhen dans la province de Guangdong, Law est le fils d’un hongkongais et d’une chinoise. À 6 ans, il déménage à Hong Kong avec sa mère pour se réunir avec sa famille. Il étudie à l’HKFEW Wong Cho Bau Secondary School (en), et il suit une licence sur les études culturelles à l’Université Lingnan (en).

### Activisme
Law assiste à la grève des quais en 2013 (en). Il rejoint et devient président du conseil représentatif du bureau des étudiants de l’université Lingnan, et est aussi membre du comité de HKFS. Il devient plus tard le président intérimaire du bureau des étudiants de Lingnan University.
Pendant le mouvement des parapluies, il devient un des leaders étudiants et est un des cinq étudiants délégués qui ont assisté au débat avec des officiels gouvernementaux dirigés par le secrétaire en chef de l’administration Carrie Lam Cheng Yuet-ngor avec le secrétaire général de HKFS Alex Chow, vice-secrétaire Lester Shum (en), secrétaire général Eason Chung, et un autre membre du comité Yvonne Yeung en octobre 2014. Il est aussi un des trois leaders étudiants au cœur des manifestations qui sont privés de leurs permis de retour en Chine continentale (Home Return Permits) et qui sont bannis d’aller à Pékin pour demander le suffrage universel en novembre 2014. Après les manifestations, il est arrêté avec d’autres leaders étudiants.
Après les manifestations, Law succède à Alex Chow pour devenir le secrétaire général de HKFS de 2015 à 2016. Il gagne avec 37 voix sur 53 délégués étudiants de 7 institutions tertiaires qui ont été qualifiés à voter dans l’élection annuelle en mars 2015. L’autre candidat Jason Szeto Tze-long a recueilli 14 voix. Son secrétaire a été souligné par la crise de désaffiliation qui a vu les étudiants localistes des institutions membres déclencher des référendums pour se séparer de l'HKFS, ce qui a été accusé de prendre des décisions hâtives avec peu de transparence lors du mouvement de parapluies.  
Law a fait campagne contre le référendum à Lingnan University en tant que président intérimaire du bureau des étudiants de Lingnan University, le référendum pour quitter l’HKFS a été vaincu. Cependant, trois syndicats d'étudiants, y compris ceux de l'Université polytechnique de Hong Kong (HKPU), l'Université baptiste de Hong Kong (HKBU) et City University de Hong Kong (CityU) ont quitté la fédération lors de leurs référendums dans le cadre du secrétariat de Law, à la suite du départ de l'Union des étudiants de l'Université de Hong Kong (HKUSU) en février 2015.

### Membre du conseil législatif et destitution
En avril 2016, Law et d’autres leaders du mouvement des parapluies, y compris Joshua Wong, forment le parti politique Demosistō, qui a pour but de lutter pour le droit d’auto-détermination quand le paradigme « un pays deux systèmes » sera expiré en 2047, où il est devenu président fondateur. Il exprime son intérêt de participer dans l’élection législative en 2016.   
Law reçoit plus de 50 818 voix et gagne l’élection à la deuxième place à Hong Kong Island, au même temps que ses alliés Lau Siu-lai et Eddie Chu. À l’âge de 23 ans, Law est le plus jeune membre du conseil législatif de Hong Kong. 
Lors de la réunion inaugurale du conseil législatif, Law et d'autres membres utilisent la cérémonie de serment comme plate-forme de protestation. Law fait une déclaration en disant que la cérémonie de serment était déjà devenue « l'outil politique » du régime, en ajoutant « vous pouvez m'enchaîner, vous pouvez me torturer, vous pouvez même détruire ce corps, mais vous n'emprisonnerez jamais mon esprit ». En prenant le serment, Law a également changé son intonation sur le mot « 國 » (pays) dans le mot 中 國  (Chine) de l'expression « région administrative spéciale de Hong Kong de la République populaire de la Chine ». Ce changement d'intonation correspond à un autre mot.
Bien que le serment de Law ait été validé par le greffier, la controverse sur le serment déclenchée par Sixtus Leung et Yau Wai-ching, du parti Youngspiration, a mené à la contestation judiciaire du chef de l'exécutif, Leung Chun-ying, et du secrétaire du juge Rimsky Yuen. Le 7 novembre 2016, le Comité permanent du Congrès national du peuple (NPCSC) a interprété l'article 104 de la loi fondamentale de Hong Kong, en uniformisant les manières de prêter serment lors de la prise de fonctions publiques. En conséquence, le duo a été disqualifié par le tribunal. Par la suite, le gouvernement a lancé une deuxième action en justice contre Law et trois autres législateurs pro-démocratique, Lau Siu-lai, Edward Yiu et Leung Kwok-Hung, ce qui a entraîné leur destitution du conseil législatif le 14 juillet 2017.
En août 2017, il est condamné pour son rôle dans le mouvement des parapluies à 8 mois de prison ferme, alors qu'en parallèle, Joshua Wong, Alex Chow sont condamnés respectivement à 6 et 7 mois de prison ferme.
À la suite de l'adoption de la nouvelle loi sur la sécurité nationale par le régime chinois, les autorités britanniques annonce  faciliter l'accueil des Hongkongais détenteur d’un "passeport britannique d’outre-mer" (British National Overseas, BNO).  Le 13 juillet, il annonce son exil politique à Londres sur son page Facebook ne se considérant plus en sécurité à Hong Kong,.
L'Alliance interparlementaire sur la Chine a invité l'ancien législateur de Hong Kong Nathan Law, le ministre taïwanais des Affaires étrangères Joseph Wu, le président de l'administration centrale tibétaine Penpa Tsering et la militante ouïghoure Rahima Mahmut pour un contre-sommet au G20 à Rome le 29 octobre 2021.